# Sé (Funchal)
Sé est une freguesia portugaise située dans la ville de Funchal, dans la région autonome de Madère.
Avec une superficie de 3,67 km2 et une population de 2 148 habitants (2001), la paroisse possède une densité de 585,3 hab/km2.

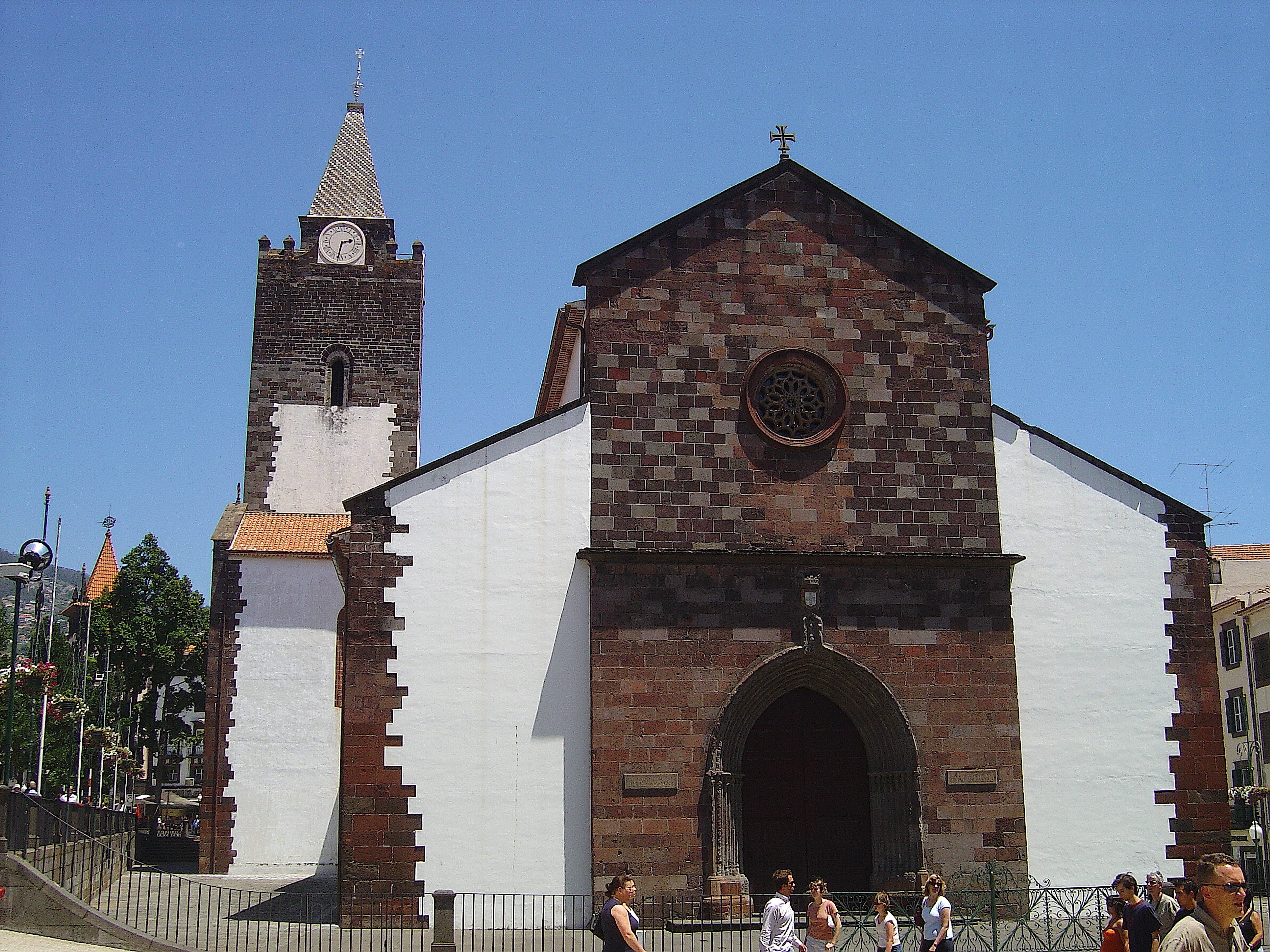
Cathédrale Notre-Dame-de-l'Assomption de Funchal